# Wadi Howar
Wadi Howar (Wadi Howa), auch Gelber Nil genannt, ist ein Wadi im Sudan.

## Verlauf
Das 1100 km lange Flussbett kommt aus dem Tschad und bildet im Oberlauf die Staatsgrenze zum Sudan. Hier trennt es Westdarfur und die Borkou-Ennedi-Tibesti-Region. In der Regenzeit fließt es maximal 100 Kilometer durch den sudanesischen Bundesstaat Norddarfur.

## Klimageschichte
Während der sogenannten „grünen Sahara-Zeit“, dem Neolithischen Subpluvial (etwa 10.000 bis 3000 v. Chr.), mündete das Wadi Howar als wichtigster Nebenfluss aus der Sahara auf dem Gebiet des heutigen Bundesstaates asch-Schamaliyya bei Alt Dunqula in den Nil.

## Archäologie
Archäologische Fundstätten wie z. B. die napatanische Festung Gala Abu Ahmed zeugen von der Bedeutung des Wadis in historischer Zeit.

## Heutige Bedeutung
Die oberen Teile des Wadi stellen auch noch heute einen saisonalen Weidegrund für nomadische Gruppen der Kababish und Hawawir dar.

## Krokodile
In einem fast ausgetrocknetem See leben maximal noch 6 Krokodile.